# Aeroportul Nuiqsut
Aeroportul Nuiqsut (IATA: NUI, ICAO: PAQT, FAA LID: AQT) este un aeroport din Alaska, Statele Unite ale Americii ce deservește zona Nuiqsut⁠(d). Aeroportul a fost tranzitat în 2019 de 6.420 de pasageri. A fost numit după zona deservită.
Situat la o altitudine de 12 m, aeroportul dispune de 1 pistă.

## Infrastructură

### Piste
Aeroportul dispune de o singură pistă. Pista 05/23 are suprafața de pietriș și dimensiunile 4.589 picioare × 100 picioare. 